# Alberto Chimal
Alberto Chimal (1970. szeptember 12. Toluca, Mexikó –) mexikói sci-fi-szerző.

## Munkássága
20 éves kora előtt kezdett publikálni, azóta több, mint egy tucat novelláskötete jelent meg. Hazájában több díjat is nyert. Első regénye 2009-ben jelent meg Los esclavos címmel.